# 히로토촌
히로토촌(広戸村)은 후쿠시마현 이와세군에 일찍이 존재했던 촌이다. 1955년 3월 31일 히로토촌의 일부 및 3개 정·촌이 합병하여 야부키정이 신설되고, 촌역의 나머지 일부 및 3개 촌이 합병하여 덴에이촌이 신설되고 폐지되었다. 야부키정 북서부, 덴에이촌 동부에 해당한다.

## 역사
- 1889년 4월 1일 - 정촌제 시행에 의해 가키노우치촌, 다카하야시촌, 이토요촌, 시로코촌, 아가와촌이 합병해 이와세군 히로토촌이 성립하였다.
- 1955년 3월 31일 - 시정촌 합병에 의해, 히로토촌은 소멸하였다.
  - 히로토촌의 일부는 니시시라카와군 야부키정, 나카하타촌, 미카미촌과 합병하여 야부키정이 신설되었다.
  - 히로토촌의 나머지 일부는 마키모토촌, 유모토촌, 오사토촌과 합병하여 덴에이촌이 신설되었다.

## 인구
- 1889년 1,982
- 1920년 2,568
- 1935년 3,781

## 참고 문헌
- 角川日本地名大辞典編纂委員会『角川日本地名大辞典 7 福島県』、角川書店、1981年 ISBN 4-04-001070-1
- 日本加除出版株式会社編集部『全国市町村名変遷総覧』、日本加除出版、2006年 ISBN 4-8178-1318-0